# La Plaine
La Plaine – wieś we Wspólnocie Dominiki, w parafii świętego Patryka. W 2001 roku wieś zamieszkiwało 1288 osób.